# Mühlhausen-Ehingen
Mühlhausen-Ehingen ist eine Gemeinde im Landkreis Konstanz in Baden-Württemberg.

## Geographie

### Geographische Lage
Mühlhausen-Ehingen liegt im Hegau nordwestlich des Bodensees, zwischen den Städten Singen und Engen.

### Nachbargemeinden
Die Gemeinde grenzt im Norden an Engen (Ortsteil Neuhausen), im Osten an Aach und Volkertshausen, im Süden an Singen (Hohentwiel) (Ortsteil Schlatt unter Krähen) und im Westen an Hilzingen (Ortsteile Duchtlingen und Weiterdingen) und Engen (Ortsteil Welschingen).

### Gemeindegliederung
Die Gemeinde Mühlhausen-Ehingen besteht aus früher selbstständigen Gemeinden Mühlhausen und Ehingen im Hegau. Zur ehemaligen Gemeinde Ehingen im Hegau gehören das Dorf Ehingen, das Gehöft Riedmühle und das Haus Oele. Zur ehemaligen Gemeinde Mühlhausen gehören das Dorf Mühlhausen, die Höfe Mägdeberg und Waldhof (vormals Ziegelhütte) und die Häuser Bahnstation Hohenkrähen, Hohenkräherstraße und Sägewerk. Im Gebiet der ehemaligen Gemeinde Mühlhausen liegt die abgegangene Ortschaft Enhofen.

## Geschichte
Sowohl Mühlhausen als auch Ehingen wurden erstmals im Jahre 787/790 in einer Schenkungsurkunde des Klosters St. Gallen urkundlich erwähnt. Um 1200 gehörten beide Orte dem Kloster Reichenau. Zwischen 1230 und 1240 wurde durch die Äbte des Klosters Reichenau eine Burg auf dem Mägdeberg erbaut. Mühlhausen und der Mägdeberg gelangten 1358 in den Besitz der Grafen von Württemberg, von 1480 bis 1806 gehörten sie zu Österreich. Ehingen kam im 14. Jahrhundert zur Herrschaft Hewen, deren Geschichte es bis 1805 teilte. Mit der Herrschaft Hewen kam Ehingen 1639 an Fürstenberg. Am 3. Mai 1800 wurde das Dorf bei der Schlacht bei Engen durch Napoléon Bonaparte fast vollständig zerstört. 1805 erfolgte die Eingliederung in das Großherzogtum Baden. Mühlhausen wurde 1806 zusammen mit der Landgrafschaft Nellenburg württembergisch und kam vier Jahre später auch zu Baden.
Im Zuge der Gemeindereform in Baden-Württemberg schlossen sich am 1. Januar 1974 die beiden Gemeinden Mühlhausen und Ehingen im Hegau zusammen und konnten so einer Eingemeindung in Nachbarorte entgehen.

## Religionen

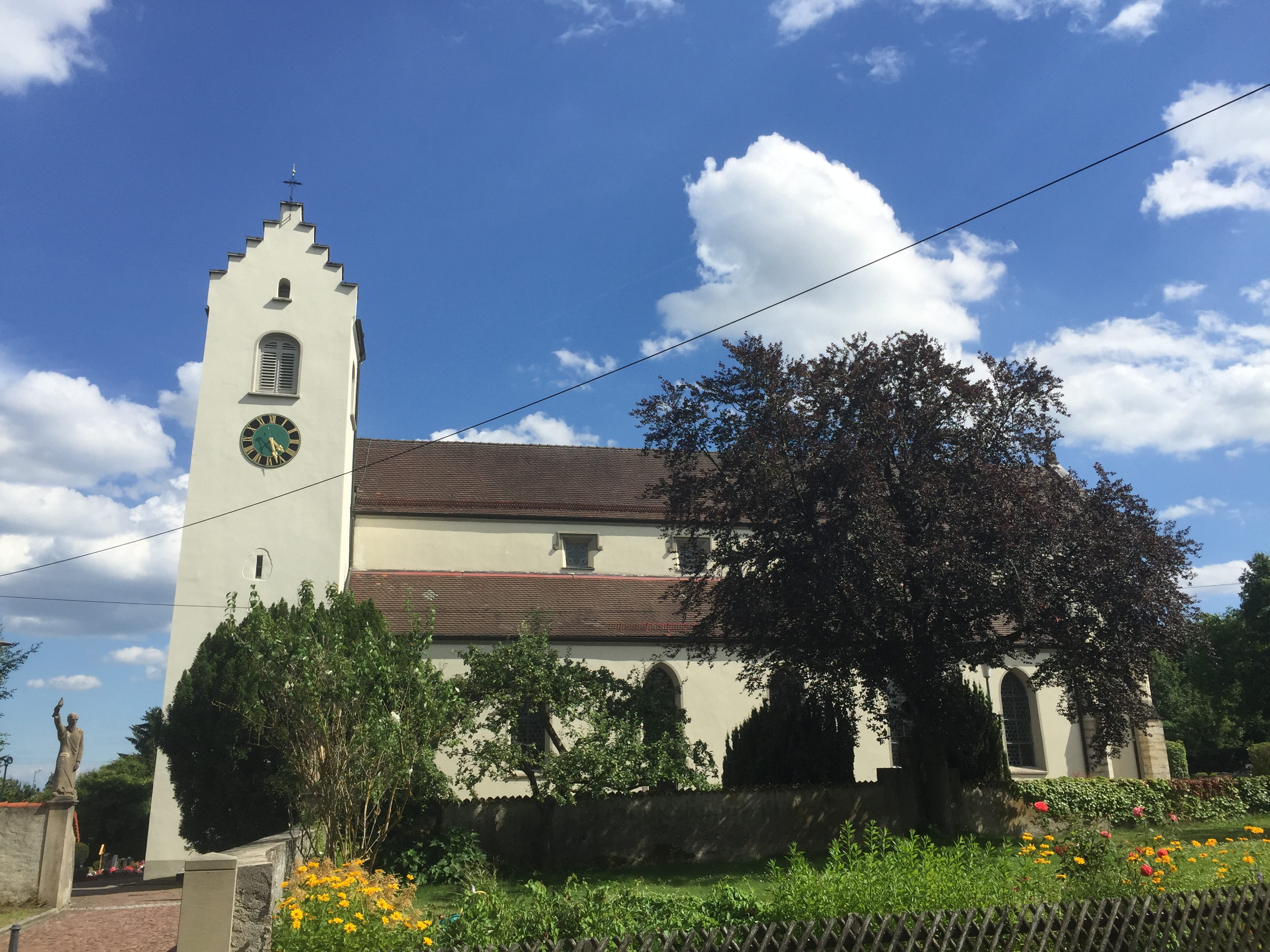
St. Peter und Paul in Mühlhausen

Aufgrund der Zugehörigkeit zur katholischen Habsburgermonarchie (Vorderösterreich) ging die Reformation an Ehingen und Mühlhausen vorbei. So ist auch heute noch die Mehrzahl der Bewohner katholisch. In beiden Ortsteilen gibt es eine römisch-katholische Gemeinde. Die evangelischen Gläubigen werden von Volkertshausen aus betreut.

## Politik

### Verwaltungsgemeinschaft
Die Gemeinde gehört der Vereinbarten Verwaltungsgemeinschaft der Stadt Engen und der Stadt Aach an.

### Gemeinderat
Der Gemeinderat in Mühlhausen-Ehingen besteht aus den 14 gewählten ehrenamtlichen Gemeinderäten und dem Bürgermeister als Vorsitzendem. Der Bürgermeister ist im Gemeinderat stimmberechtigt.
Die Kommunalwahl am 9. Juni 2024 führte zu folgendem Endergebnis.
| Parteien und Wählergemeinschaften | Parteien und Wählergemeinschaften           | % 2024  | Sitze 2024 | % 2019 | Sitze 2019 | Kommunalwahl 2024 %403020100 32,80 %28,42 %26,05 %12,73 % CDUFWVUWVSPDGewinne und Verlusteim Vergleich zu 2019 %p 2 0 −2 −4−1,00 %p+1,52 %p−0,65 %p+0,13 %pCDUFWVUWVSPD |
| CDU                               | Christlich Demokratische Union Deutschlands | 32,80   | 4          | 33,8   | 4          | Kommunalwahl 2024 %403020100 32,80 %28,42 %26,05 %12,73 % CDUFWVUWVSPDGewinne und Verlusteim Vergleich zu 2019 %p 2 0 −2 −4−1,00 %p+1,52 %p−0,65 %p+0,13 %pCDUFWVUWVSPD |
| FWV                               | Freie Wählervereinigung                     | 28,42   | 4          | 26,9   | 4          | Kommunalwahl 2024 %403020100 32,80 %28,42 %26,05 %12,73 % CDUFWVUWVSPDGewinne und Verlusteim Vergleich zu 2019 %p 2 0 −2 −4−1,00 %p+1,52 %p−0,65 %p+0,13 %pCDUFWVUWVSPD |
| UWV                               | Unabhängige Wählervereinigung               | 26,05   | 4          | 26,7   | 4          | Kommunalwahl 2024 %403020100 32,80 %28,42 %26,05 %12,73 % CDUFWVUWVSPDGewinne und Verlusteim Vergleich zu 2019 %p 2 0 −2 −4−1,00 %p+1,52 %p−0,65 %p+0,13 %pCDUFWVUWVSPD |
| SPD                               | Sozialdemokratische Partei Deutschlands     | 12,73   | 2          | 12,6   | 2          | Kommunalwahl 2024 %403020100 32,80 %28,42 %26,05 %12,73 % CDUFWVUWVSPDGewinne und Verlusteim Vergleich zu 2019 %p 2 0 −2 −4−1,00 %p+1,52 %p−0,65 %p+0,13 %pCDUFWVUWVSPD |
| gesamt                            | gesamt                                      | 100,0   | 14         | 100,0  | 14         | Kommunalwahl 2024 %403020100 32,80 %28,42 %26,05 %12,73 % CDUFWVUWVSPDGewinne und Verlusteim Vergleich zu 2019 %p 2 0 −2 −4−1,00 %p+1,52 %p−0,65 %p+0,13 %pCDUFWVUWVSPD |
| Wahlbeteiligung                   | Wahlbeteiligung                             | 65,51 % | 65,51 %    | 59,5 % | 59,5 %     | Kommunalwahl 2024 %403020100 32,80 %28,42 %26,05 %12,73 % CDUFWVUWVSPDGewinne und Verlusteim Vergleich zu 2019 %p 2 0 −2 −4−1,00 %p+1,52 %p−0,65 %p+0,13 %pCDUFWVUWVSPD |

### Bürgermeister
Bürgermeister von Mühlhausen-Ehingen ist Patrick Stärk. Er ist seit den Bürgermeisterwahlen 2021 im Amt und löste den bisherigen Bürgermeister Hans-Peter Lehmann ab, welcher zuvor seit 1990 im Amt war.

### Partnerschaften
- Domène (Isère) in Frankreich, seit 1997 offizielle Partnerschaft
- Naundorf (Landkreis Nordsachsen), freundschaftliche Bande

### Wappen
| Wappen der Gemeinde Mühlhausen-Ehingen | Blasonierung: „In schräggeteiltem Schild oben in Blau ein nach oben schreitender, rot bezungter goldener Löwe, unten in Gold (Gelb) auf grünem Boden ein grüner Laubbaum mit schwarzem Stamm.“ |
| Wappen der Gemeinde Mühlhausen-Ehingen | Wappenbegründung: Die Gemeinde ist durch Vereinigung von Mühlhausen und Ehingen am 1. Januar 1974 gebildet worden. Das Wappen, das am 20. Januar 1975 vom Innenministerium verliehen wurde, besteht aus Motiven der Wappen der beiden Ortsteile. Mühlhausen führte ab 1902 das Wappen der Herren von Friedingen als Gemeindewappen, allerdings zeigt das untere Feld des schräggeteilten Schildes eine schwarze Hirschstange in Gold. Diese Modifikation ist eine Anspielung auf die sogenannte Friedinger Fehde zwischen Württemberg und den Herren von Friedingen in der zweiten Hälfte des 15. Jahrhunderts um die Herrschaft Mägdeberg, zu der Mühlhausen gehörte. Der Löwe im oberen Feld entstammt diesem Adels- und Gemeindewappen. Der Baum ist dem 1907 geschaffenen Ehinger Wappen entnommen. Es zeigt als Hauptmotiv den Laubbaum, der als Siegelbild der Gemeinde seit 1820 nachweisbar ist. |

Wappen der ehemals eigenständigen Gemeinden

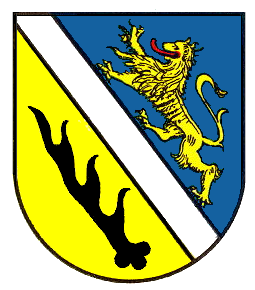
Mühlhausen
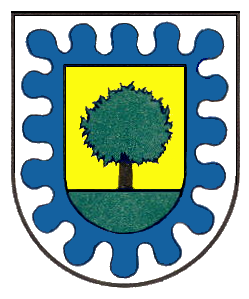
Ehingen

## Kultur und Sehenswürdigkeiten

### Bauwerke

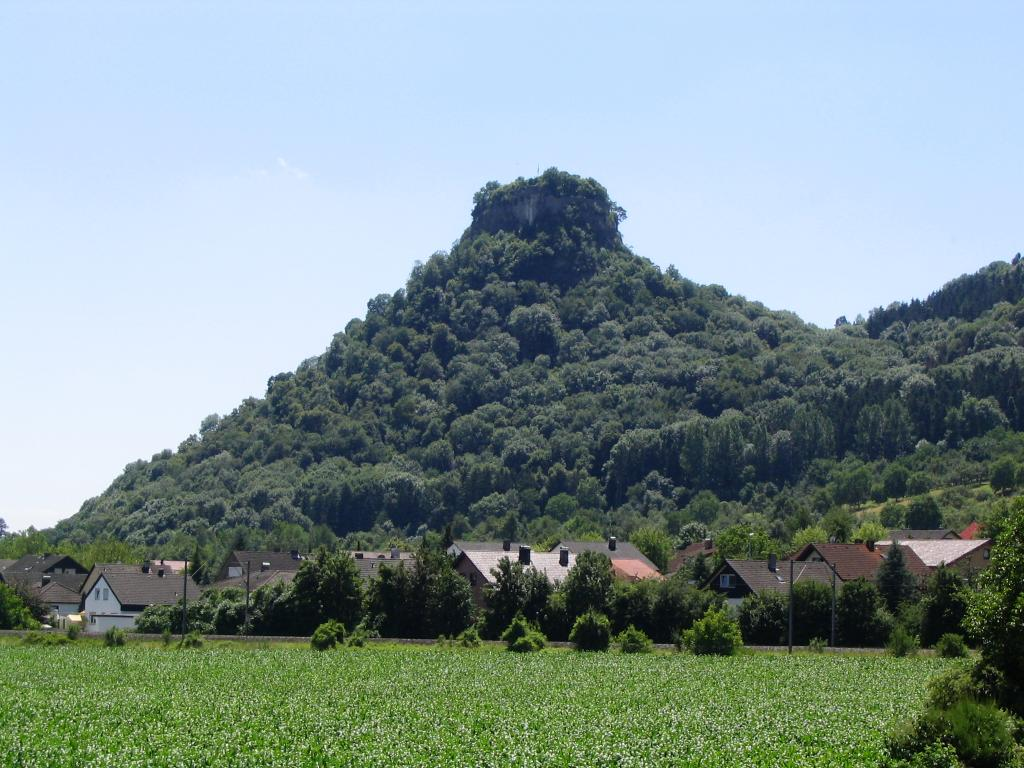
Der Hohenkrähen mit Ruine Hohenkrähen

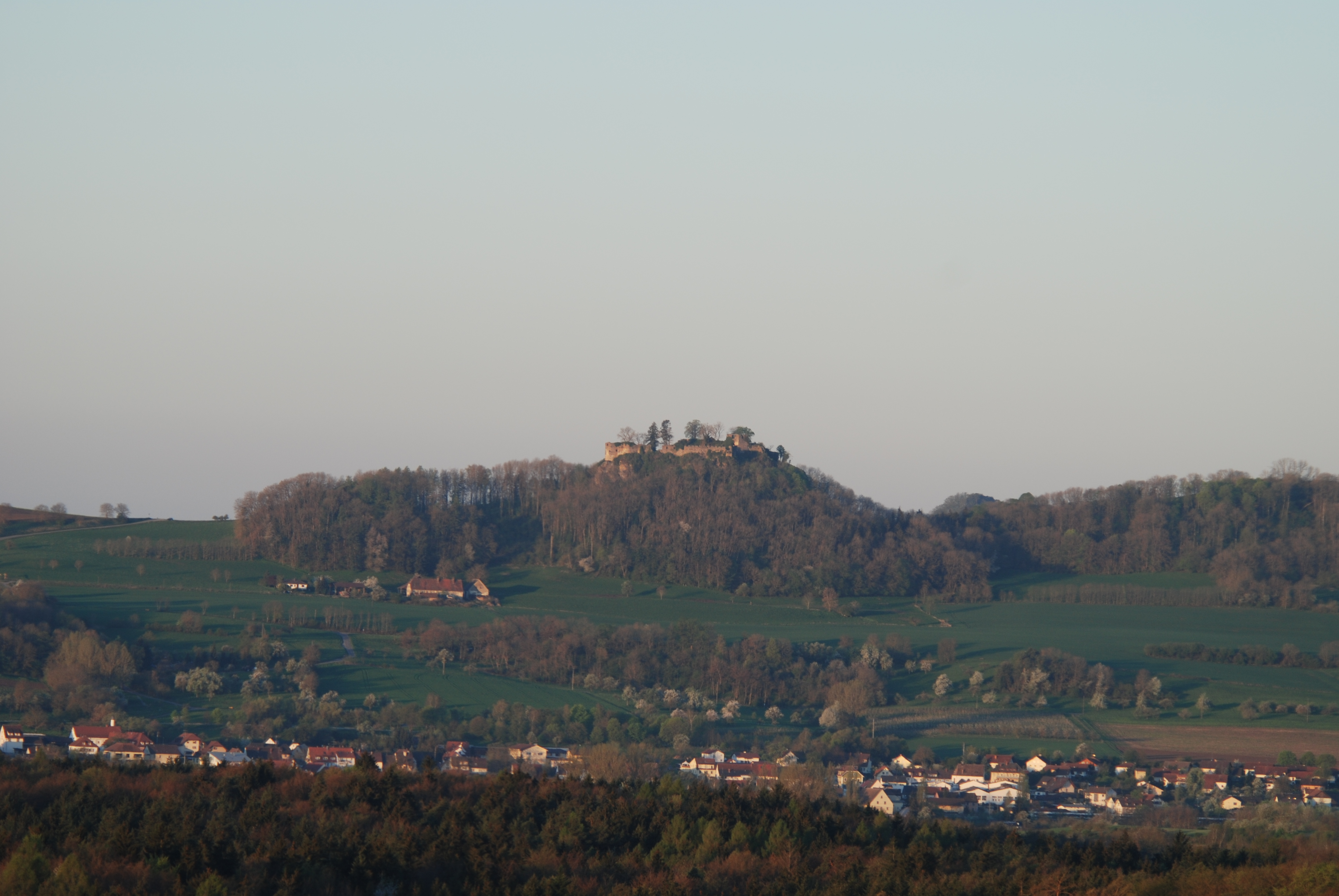
Der Mägdeberg mit der Burg Mägdeberg, davor Mühlhausen

In der Nähe Mühlhausens befindet sich die Ruine der Burg Hohenkrähen aus dem 12. Jahrhundert auf dem Hohenkrähen. Aus dem 13. Jahrhundert stammt die Ruine Burg Mägdeberg auf dem Mägdeberg.

## Wirtschaft und Infrastruktur

### Verkehr
Der Bahnhof mit der amtlichen Bezeichnung Mühlhausen (b Engen) liegt an der Schwarzwaldbahn von Offenburg nach Singen. Der Seehas verbindet ihn im Halbstunden-Takt mit Engen, Singen, Radolfzell und Konstanz.
Die A 81 (Stuttgart-Singen) verläuft über Gemeindegebiet und ist über die Auffahrten Engen (nördlich) und Singen (südlich) zu erreichen. Außerdem tangiert die L 191 (ehemalige B33) Mühlhausen und Ehingen und verbindet die Gemeinde vierspurig mit Singen (und Anschlussstelle 41) sowie mit Engen.
Das gemeindeeigene Gewerbegebiet liegt somit sehr verkehrsgünstig (Entfernung A 81-AS41 circa 400 m).
Durch eine Alltagsroute aus dem Radnetz Baden-Württemberg ist Mühlhausen mit Singen und über Engen mit Geisingen verbunden.

### Bildung
Mühlhausen-Ehingen verfügt über eine eigene zweizügige Grundschule. Der Haupt- und Werkrealschulzug wurde 2014 beendet. Zudem hat die Gemeinde mit dem Haus am Mühlebach eine staatlich anerkannte, private Heimsonderschule in der auch ein Kindergarten angegliedert ist.
Außerdem gibt es einen kommunalen Kindergarten in Ehingen und einen römisch-katholischen in Mühlhausen.

## Persönlichkeiten
- Friedrich Riederer (* um 1450 in Mühlhausen; † um 1510), Buchdrucker
- Otto Rehm (* 1887 in Mühlhausen; † 1971 in Einsiedeln), Ordensgeistlicher, Komponist und Musikpädagoge
- Albert Riesterer (* 1898 in Grafenhausen; † 1996 in Überlingen), Ortsgeistlicher, Ehrenbürger, KZ-Häftling
- Yannis Fischer (* 2002 in Singen), wohnhaft in Mühlhausen, Para-Sportler, Kugelstoßen, Weltmeister 2023